# سيرجيبي
سيرجيبي (برتغالية Sergipe) ولايـة برازيلية تقع في شمال شرق البلاد ويحد الولايـة من الشمال الغربي ولايـة الاغواس ومن الشرق المحيط الأطلسي ولايــة باهيا من الجنوب ومن الغـرب، عاصمتها مدينة أراكاجو.
أهم المدن في الولايـة: أراكاجو، لاغارتو، إتابايانا وإستانسيا.
الاقتصاد: تعتمد الولايـة على استخراج البترول والغاز الطبيعي وفي الزراعة تشتهر بزراعة جوز الهند البرتقال وقصب السكر.

## أعلام
- جاندسون دوس سانتوس
- غوستافو سانتوس كوستا